# Nafpaktia
Nafpaktia (griechisch Ναυπακτία (f. sg.)) ist eine Gemeinde in Ätolien in der griechischen Region Westgriechenland. Sie besteht seit 2011 und wurde aus dem Zusammenschluss von sechs vorher selbständigen Gemeinden gebildet und hat ihren Sitz in Nafpaktos, das gleichzeitig die einzige Stadt im Gemeindegebiet ist.

## Lage
Nafpaktia erstreckt sich an der Nordküste des Golfs von Patras und des Korinthischen Golfs. Andirrio liegt an der Meerenge zwischen Ätolien und der Peloponnes und ist mit dem gegenüber liegenden Rio im durch die Rio-Andirrio-Brücke verbunden. Der südliche Teil der Gemeinde erstreckt sich zwischen zwei größeren Flüssen: Der Evinos markiert hier die westliche Grenze zu den Gemeinden Thermo, Agrinio und Mesolongi und bildet bei seiner Mündung eine fruchtbare Schwemmebene aus, an der der Westen Nafpaktias Anteil hat. Östlich grenzt der Mornos Nafpaktia von der Gemeinde Dorida ab, sein Schwemmland bildet die zweite kleine Küstenebene auf dem Gemeindegebiet. Nahe der Küste erhebt zwischen den Flüssen die Bergkette der ‚Berge Nafpaktias‘ (gr. Όρη Ναυπακτίας), ihr höchster Gipfel ist der Rigadi mit 1742 m Höhe. Das nördliche Gemeindegebiet reicht etwa 40 Kilometer weit ins Landesinnere hinein und ist durchgehend gebirgig, höchste Erhebung ist an der Nordspitze des Gemeindegebiets der Berg Oxya (1900 m), der im Übergang zwischen den Gebirgen Panetoliko und Vardousia liegt.

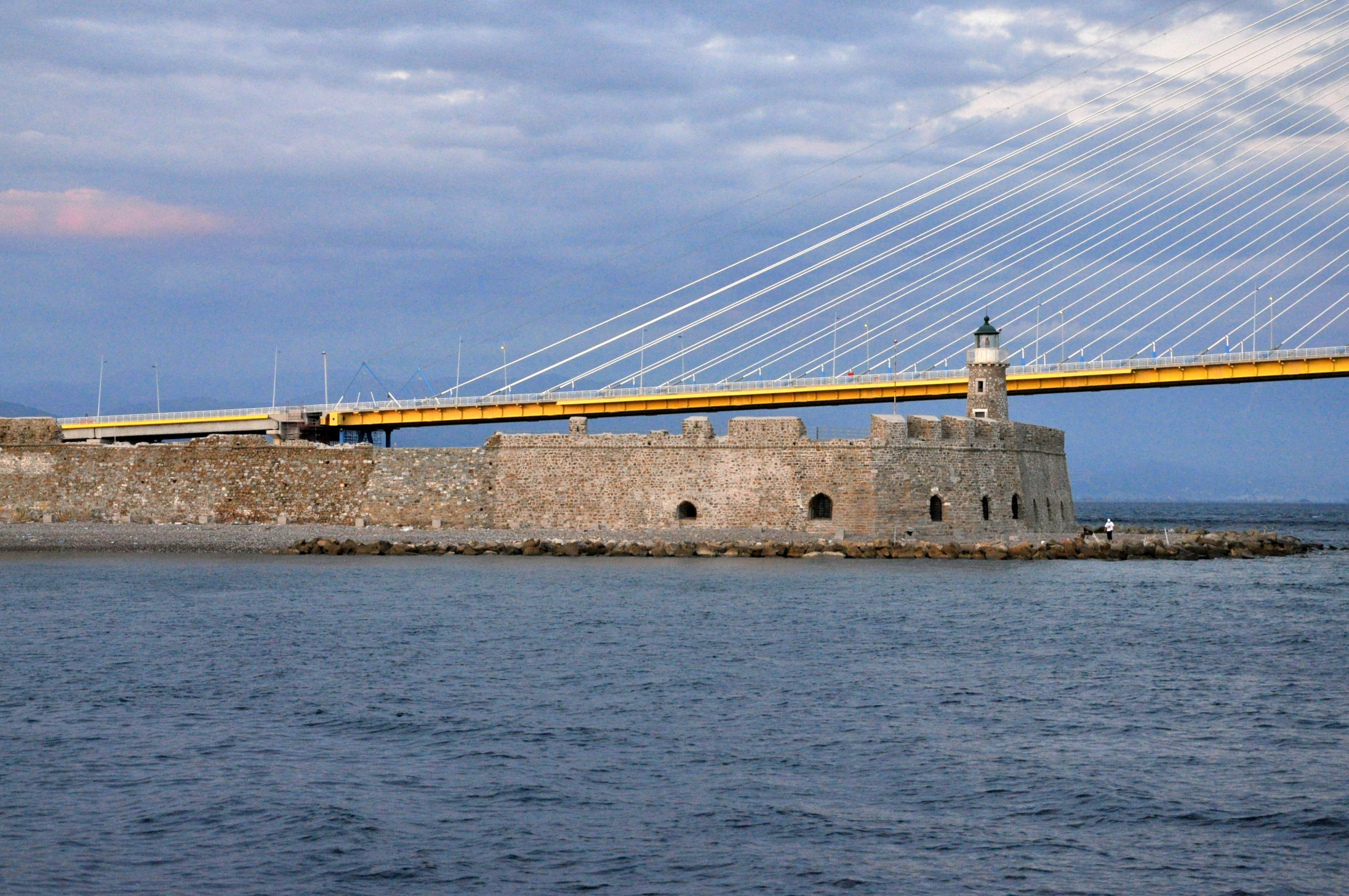
Fort Andirrio vor der neuen Brücke
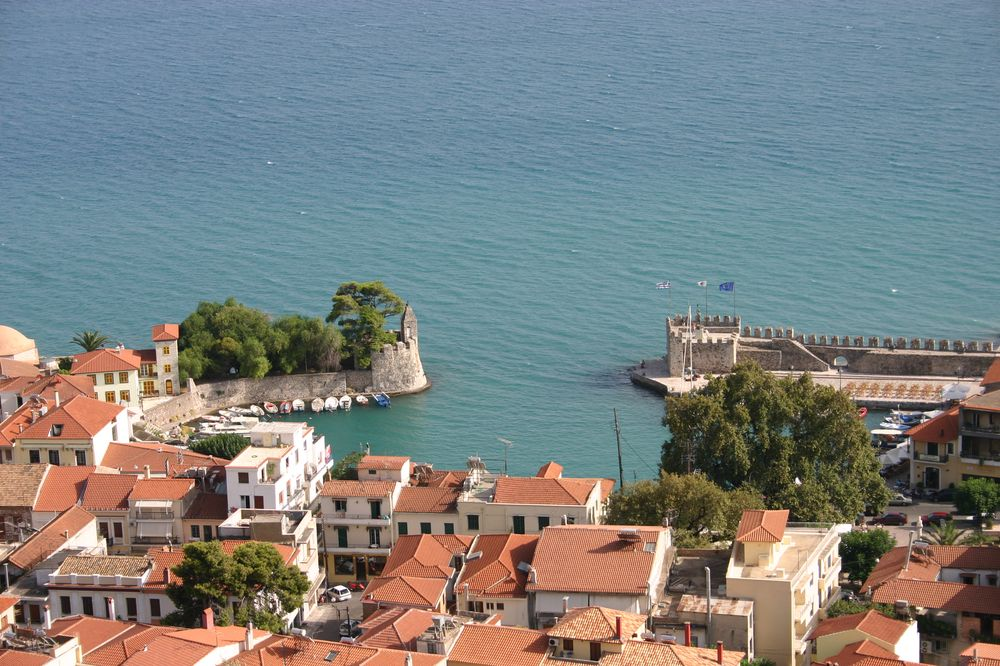
Der Hafen von Nafpaktos
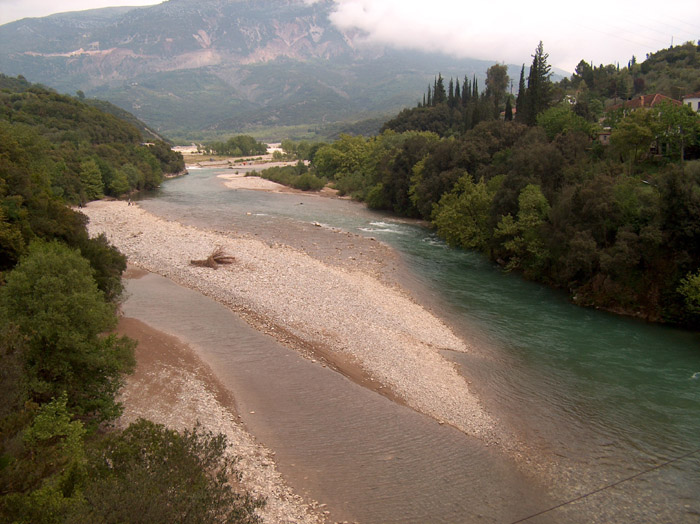
Der Evinos

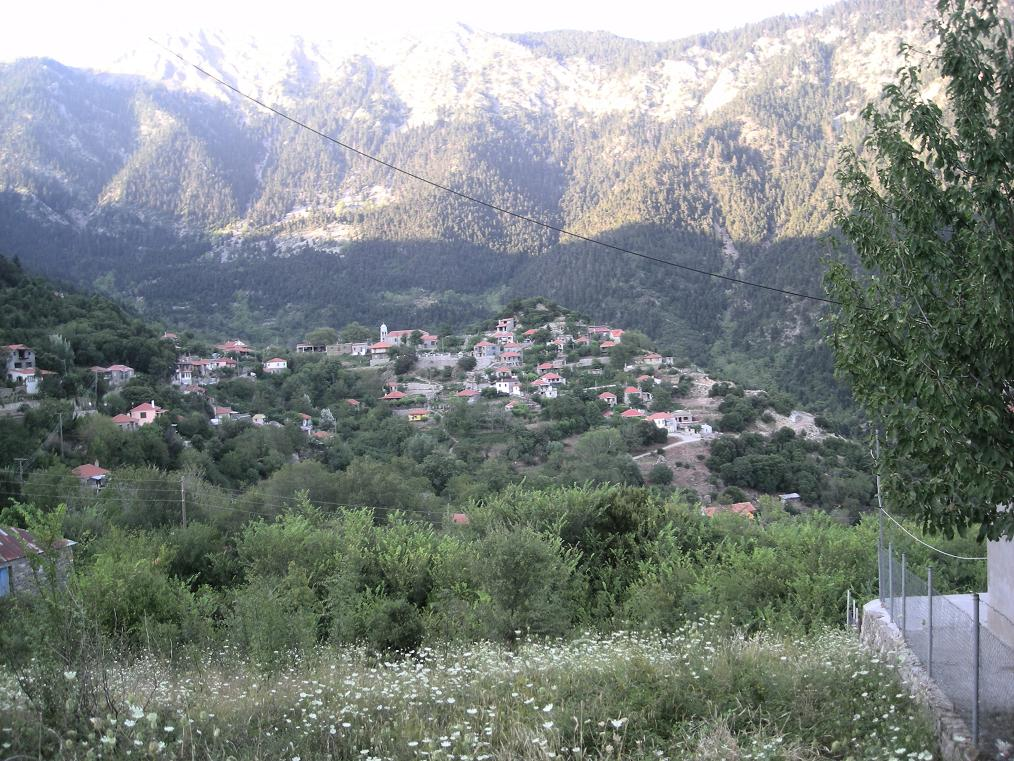
Ambelakiotissa
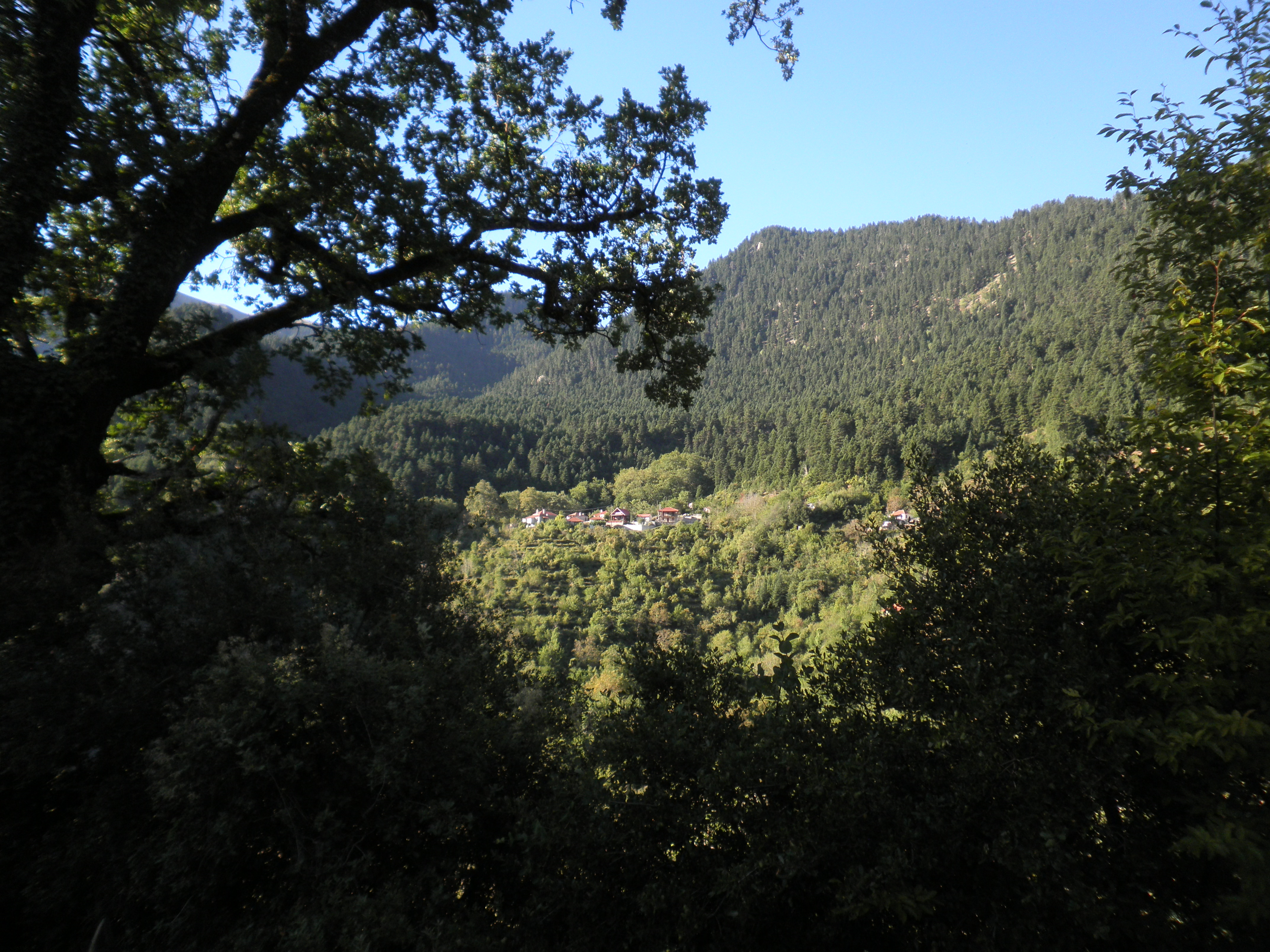
Podos
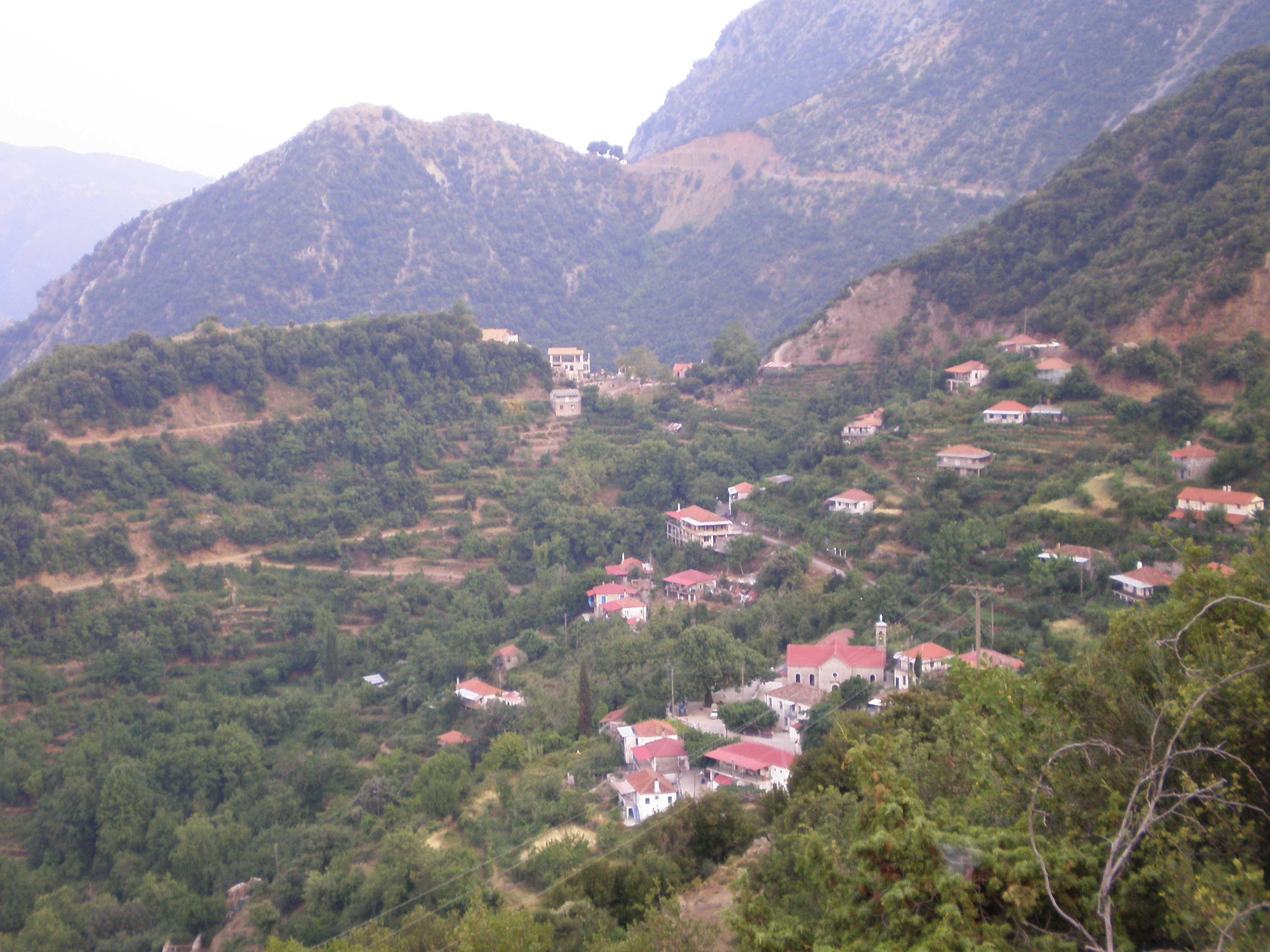
Katafygio
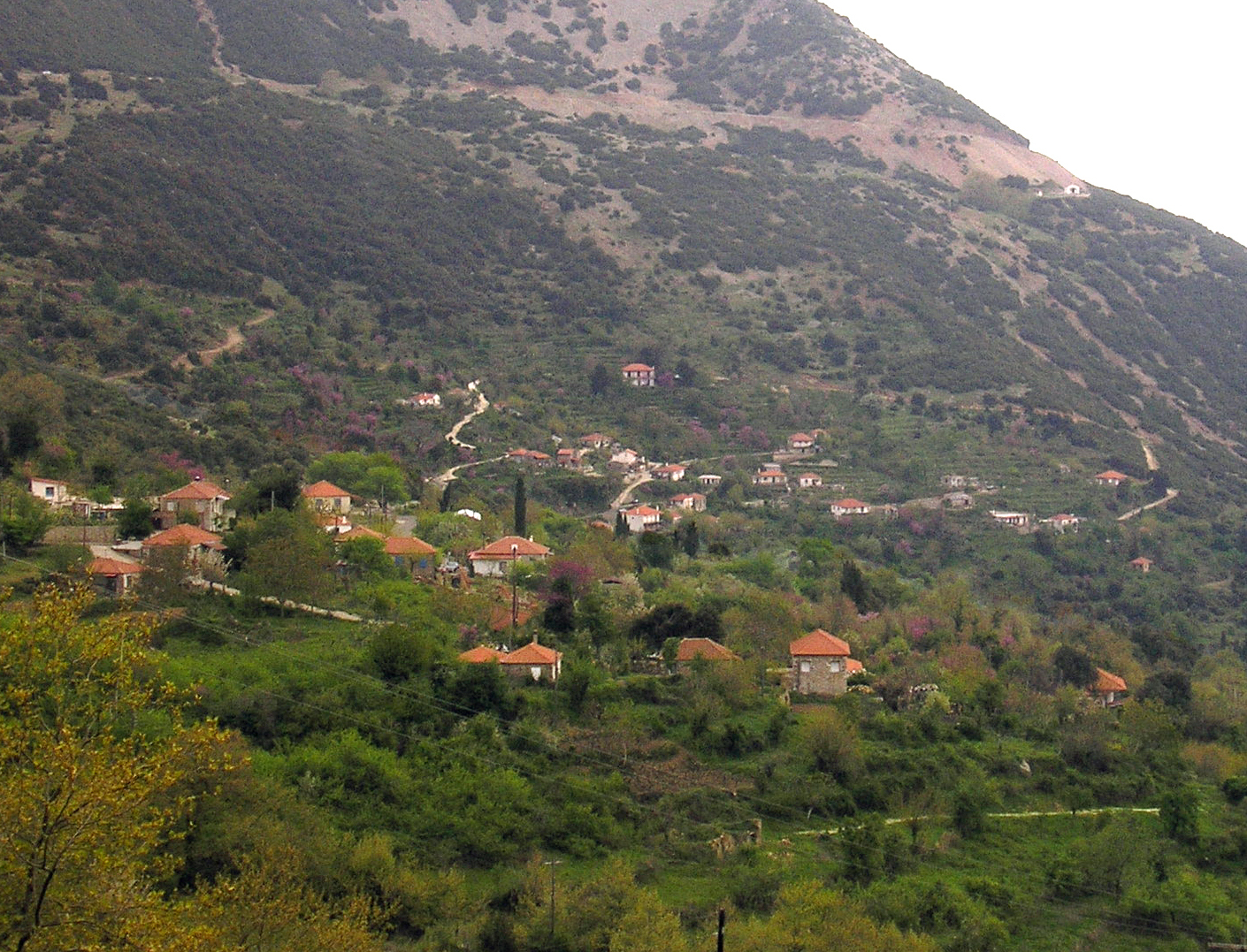
Paleopyrgos

## Gemeindegliederung
Im Jahr 1835 war das heutige Gemeindegebiet als Provinz Nafpaktia innerhalb der Präfektur Ätolien und Akarnanien eingerichtet und behielt diesen Status mit einer Unterbrechung (1836–48) bis zur Gemeindereform 1997, bei der die dann 67 Gemeinden der Provinz in sechs Gemeinden zusammengefasst wurden. Mit der Umsetzung des Kallikratis Gesetzes von 2010 schließlich wurden diese sechs Gemeinden wieder zur Großgemeinde Nafpaktia vereint. Der Name Nafpaktia ist die Ableitung aus dem antiken Stadtnamen Naupaktos, der nach der Gründung des modernen Staates den italienischen Namen der Stadt, Lepanto (gr. Λεπαντό), und dessen volksgriechische Variante Epachto (Έπαχτο) ersetzte. In der Antike gehörte das Gebiet um die Stadt Naupaktos, also der Südosten der heutigen Gemeinde nicht zu Ätolien, sondern zur Ozolischen Lokris.
| Gemeindebezirk     | griechischer Name          | Code   | Fläche (km²) | Einwohner 2011 | Einwohner 2021 | Dimotikes Kinotites (Sg. Δημοτική Κοινότητα) | Lage |
| ------------------ | -------------------------- | ------ | ------------ | -------------- | -------------- | --- | ---- |
| Nafpaktos          | Δημοτική Ενότητα Ναυπάκτου | 380601 | 161,224      | 17.701         | 17.154         | Nafpaktos, Afroxylia, Velvina, Vlachomandra, Vomvokou, Dafni, Lygias, Mamoulada, Neokastro, Xiropigado, Paleochoaraki, Pitsineika, Rigani, Skala                                                                  |      |
| Andirrio           | Δημοτική Ενότητα Αντιρρίου | 380602 | 050,869      | 02.598         | 02.603         | Andirrio, Makynia, Molykrio |      |
| Apodotia           | Δημοτική Ενότητα Αποδοτίας | 380603 | 256,705      | 02.636         | 01.485         | Ano Chora, Ambelakiotissa, Anavryti, Aspria, Elatovrysi, Elatou, Grammeni Oxya, Grigori, Kalloni, Katafygio, Kato Chora, Kendriki, Kokkinochori, Kryoneria, Kydonea, Lefka, Limnitsa, Mandrini, Podos, Terpsithea |      |
| Platanos           | Δημοτική Ενότητα Πλατάνου  | 380604 | 169,912      | 01.611         | 00928          | Platanos, Agios Dimitrios, Arachova, Achladokastro, Dendrochori, Kastania, Klepa, Livadaki, Neochori Nafpaktias, Perdikovrysi, Perista, Chomori                                                                   |      |
| Pyllini            | Δημοτική Ενότητα Πυλλήνης  | 380605 | 124,774      | 00857          | 00676          | Simos, Anthofyto, Gavros, Dorvitsia, Eleftheriani, Milia, Paleopyrgos, Pokista, Stranoma, Stylia, Famila |      |
| Chalkia            | Δημοτική Ενότητα Χάλκειας  | 380606 | 113,428      | 02.397         | 02.219         | Trikorfo, Ano Vasiliki, Vasiliki, Gavrolimni, Galatas, Kalavrousa, Perithori |      |
| Gemeinde Nafpaktia | Gemeinde Nafpaktia         | 3806   | 876,912      | 27.800         | 25.065         | |      |